# Hova
Pour l’article homonyme, voir Hova (commune de Gullspång).

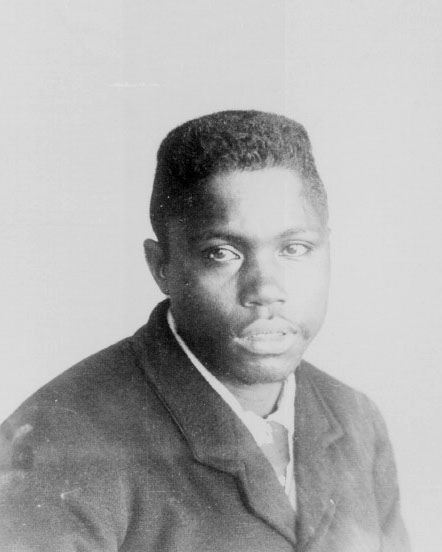
Portrait de Hova par Eugène Trutat (1896)

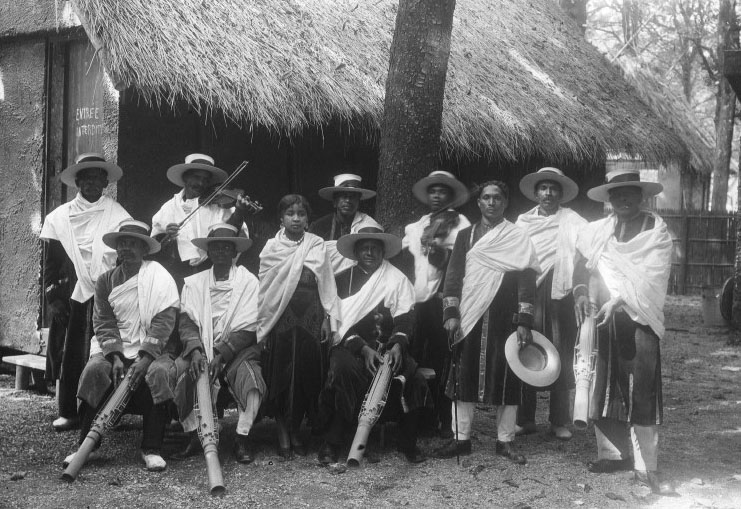
Orchestre mpilalao
(Exposition coloniale de 1931)

Dans sa signification la plus courante à Madagascar même, le terme hova désigne la plus importante subdivision du peuple des Merina, correspondant aux gens du commun.

## Différentes significations
Dans le sens le plus fréquent, le terme hova pouvait être opposé à andriana d'une part et à mainty enindreny de l'autre. Dans bien des cas cependant, il ne correspondait pas forcément à « roturier » car le statut particulier des clans hova pouvait varier considérablement. Certains bénéficiaient en effet de privilèges importants analogues à ceux de la plus haute noblesse. Dans le cas même des Tsimahafotsy d'Ambohimanga, les plus prestigieux des Hova avec les Tsimiamboholahy d'Ilafy, ils avaient souvent la prééminence sur les Andriana dans la gestion des affaires de leur province commune, ou même de l'ensemble du royaume. On sait également que certains clans hova descendent en fait de roitelets locaux vaincus lors de l'unification du royaume et continuaient à se considérer (et parfois à être reconnus comme tels par les autres!) comme « nobles ». Ceci explique pourquoi tous les Premiers ministres du Royaume de Madagascar depuis l'accès au pouvoir de la reine Ranavalona Ire en 1828 étaient issus des deux clans hova Tsimahafotsy et Tsimiamboholahy précédemment cités. Et malgré la règle d'endogamie interdisant normalement l'union entre hova et andriana, Rainilaiarivony, Premier ministre de 1864 à 1895 put devenir officiellement (même si, en réalité, ce fut surtout à titre symbolique !) l'époux des trois dernières reines qu'il a servies. 
Dans un sens plus générique, en particulier dans l'usage des Côtiers, Hova pouvait aussi servir à désigner l'ensemble des Merina. C'est la raison pour laquelle le Royaume d'Émyrne fut souvent qualifié de « royaume hova » dans l'usage colonial du XIXe siècle.
À l'extérieur de l'Imerina, le terme "hova"  servait également à désigner les nobles chez les Betsileo, les Bara, les Tanala et d'autres peuples du sud-est de l'île. Il devient simplement alors synonyme de andriana, ce qui permet de s'interroger sur sa véritable signification d'origine.
Ce qui fait qu'en définitive, dans pratiquement tous les cas de figure, la traduction du terme hova réclame toujours beaucoup de précautions.